# Sepp Ketterer
Sepp Ketterer; gebürtig Josef Ketterer (* 11. Februar 1899 in Altglashütten, Baden-Württemberg; † 11. Januar 1991 in Wien) war ein deutscher Kameramann.

## Leben
Sepp Ketterer ließ sich nach der Volks- und Gewerbeschule fotografisch ausbilden. Er war aktiver Skisportler und Fotograf. Ab 1930 fungierte er als Kamera-Assistent oder untergeordneter Kameramann. Als solcher beteiligte er sich unter anderem an Leni Riefenstahls Olympia.
Nach dem Krieg arbeitete Ketterer als Chefkameramann. Er lieferte die Bilder vor allem von zahlreichen Heimatfilmen und Filmkomödien. Darunter war auch der mit einer Fülle von Naturaufnahmen gespickte Heimatfilm-Klassiker Der Förster vom Silberwald.

## Filmografie
- 1936/38: Olympia (2 Teile / Mitarbeit)
- 1940: Krambambuli (Ko-Kameramann)
- 1940: Operette (Mitarbeit)
- 1941: Dreimal Hochzeit (Mitarbeit)
- 1941: Schicksal (Mitarbeit)
- 1942: Wien 1910 (Mitarbeit)
- 1943: Der weiße Traum (Mitarbeit)
- 1943: Die goldene Fessel (Mitarbeit)
- 1943: Die kluge Marianne (Kameraassistenz)
- 1947: Die vertauschten Ehemänner (Wer küßt wen?)
- 1948: Die Schatztruhe
- 1948: Das Siegel Gottes
- 1949: Mein Freund Leopold (Mein Freund, der nicht nein sagen kann)
- 1949: Der Seelenbräu
- 1950: Das vierte Gebot
- 1950: Der Wallnerbub (Das Jahr des Herrn)
- 1951: Verklungenes Wien
- 1951: Zwei in einem Auto
- 1952: Saison in Salzburg
- 1952: 1. April 2000
- 1952: Hannerl
- 1953: Auf der grünen Wiese
- 1953: Der Feldherrnhügel
- 1953: Du bist die Welt für mich
- 1954: Die Perle von Tokay
- 1954: Unsterblicher Mozart
- 1954: Und der Himmel lacht dazu (Bruder Martin)
- 1954: Der Förster vom Silberwald (Echo der Berge)
- 1955: An der schönen blauen Donau
- 1955: Das Mädchen vom Pfarrhof
- 1955: Götz von Berlichingen
- 1955: Sonnenschein und Wolkenbruch
- 1955: Die Wirtin zur Goldenen Krone
- 1956: Wilhelm Tell
- 1956: Wenn Poldi ins Manöver zieht (Manöverzwilling)
- 1956: Die Magd von Heiligenblut
- 1957: Der König der Bernina
- 1958: Wenn die Bombe platzt
- 1958: Die singenden Engel von Tirol
- 1959: Kein Mann zum Heiraten
- 1959: Zwölf Mädchen und ein Mann
- 1960: Kriminaltango
- 1960: Bomben auf Monte Carlo
- 1960: Don Carlos
- 1960: Meine Nichte tut das nicht
- 1961: Die Abenteuer des Grafen Bobby
- 1961: Der Bauer als Millionär
- 1961: Drei Mann in einem Boot
- 1962: Mariandls Heimkehr
- 1963: Der Musterknabe
- 1964: Hilfe, meine Braut klaut
- 1964: … und sowas muß um 8 ins Bett
- 1966: Graf Bobby, der Schrecken des Wilden Westens
- 1968: Paradies der flotten Sünder